# Йоганнес Гессен
Йоганнес Гессен (нім. Johannes Hessen; 14 вересня 1889 року у Лобберіх (нім. Lobberich); 2 вересня 1971 року у Бад-Гоннеф (нім.Bad Honnef) — німецький філософ і римо-католицький теолог.

## Життя
Йоганнес Гессен походив з селянської родини. Вивчав богослов'я і філософію у католицькому колегіумі Collegium Augustinianum Gaesdonck у Мюнстері. У 1914 році після хіротонії у Мюнстері працює священиком у Дуйзбурзі і Летте. У 1916 році у Мюнстері Гессен отримує ступінь доктора богослов'я захистивши дисертацію на тему "Обґрунтування пізнання Августина Аврелія". Двома роками пізніше, у Вюрцбурзі, Гессен пише роботу "Філософія релігії неокантіанства".
Зустріч з Максом Шелером взимку 1918 -1919 року стає для Гессена великою подією: він захищає дисертацію перед відомими на той час філософами у Кельні, а у 1921 році отримує право викладати філософію. З цього часу Гессен починає активну викладацьку і науково - дослідну діяльність, проявивши себе у багатьох працях. 
Як прибічник августинізму, посилаючись на Тому Аквінського, Гессен наближується у поглядах до модерністів, що призводить до гострої дискусії і суперечок з іншими єпископами. У 1928 році єпископами Кельну і Мюнстеру були заборонені дві його книги "Світогляд Томи Аквінського" і "Теорія пізнання" . Також кельнський кардинал Карл Йозев Шульте тимчасово відстороняє Гессена від викладання, не зважаючи на надзвичайний талант професора. Але кардинал так і не став доводити це рішення до юридичного оформлення.
Орієнтація Гессена на цінності західноєвропейської традиції, а також його несприйняття соціального дарвінізму та інших ідеологем націонал-соціалізму, призвело у 1933 році до протистояння із пануючою нацистською диктатурою. Як наслідок, він був позбавлений ученого ступеню із заборонено викладання, а також займатись будь-якою публічною діяльністю. Також Гессена позбавили грошового утримання, а три його книги були вилучені. Насамкінець, Гессен постійно перебував під загрозою арешту та ув'язнення до концтабору. Все це змусило його стати внутрішнім емігрантом і поїхати до Айгідінбергу, Зібенгебірге. Там він працює над підручником з філософії у трьох томах, який побачив у світ лише у 1947-50 роках.
Після закінчення війни, Гессен чекав дев'ять років аби отримати урядову компенсацію, як жертва нацистських переслідувань. Але він отримав її лише після того, як за нього заступились такі відомі особи, як Конрад Аденауер, Романо Гуардіні і Карл Ясперс. В новоствореній ФРН Гессен виступав проти плану США з переозброєння ФРН з метою її подальшого вступу до НАТО.
У 1969 році Папа Павло VI нагородив Гессена Почесним прелатом Його Святості з нагоди 80 - річчя. Другого вересня 1971 року Гессен помер. Похований у Аегідінберзі, Бад-Гоннеф. 

## Вебпосилання
- Йоганнес Гессен. Сенс життя [Архівовано 15 травня 2014 у Wayback Machine.]
- Literatur von und über Johannes Hessen [Архівовано 5 березня 2016 у Wayback Machine.] im Katalog der Deutschen Nationalbibliothek
- Auszug aus Hessens Autobiographie [Архівовано 29 грудня 2015 у Wayback Machine.]
- Ausführlicher biographischer Artikel von Horst Kassler [Архівовано 14 березня 2016 у Wayback Machine.]
- Detaillierte Bibliographie, mit Sekundärliteratur [Архівовано 3 березня 2016 у Wayback Machine.]